# Mardscha
Mardscha (Paschtu/Dari: مارجه) ist eine Ortschaft im gleichnamigen Distrikt Mardscha in der südafghanischen Provinz Helmand. 
Sie liegt 40 km südwestlich von der Provinzhauptstadt Laschkar Gah und befindet sich auf einer Höhe von 775 Metern über dem Meeresspiegel. 
Im Distrikt Mardscha leben ungefähr 31.500 Einwohner.

## Geschichte
Mardscha wurde 1957 gegründet. Zusammen mit Nad Ali war der Ort Teil des Helmand River Valley Projektes, dass von der afghanischen Regierung und einem US-amerikanischen Ingenieurbüro durchgeführt wurde und eine Regeneration der Helmand Region zum Ziel hatte. Bis 1973 siedelten im Gebiet von Mardscha 2500 Familien in 66 Dörfern.

## Krieg in Afghanistan
Der Ort gilt als Taliban-Hochburg. Bereits im Mai 2009 hatten afghanische und NATO-Truppen Mardscha angegriffen und eingenommen. Dabei waren 15.000 kg verschiedener Drogen und über 40.000 kg Materialien zum Bombenbau gefunden worden, darunter Ammoniumnitrat und Ammoniumchlorid.
Im Februar 2010 wurde Mardscha zum Ziel in der Operation Muschtarak der International Security Assistance Force (ISAF).